# Voltaire (restaurant)
Voltaire is een restaurant in Leersum, de eetgelegenheid opende in 2016 haar deuren. In 2018 is Voltaire onder chef-koks Thomas Diepersloot en Robert Poel onderscheiden met één Michelinster. De huidige chef-koks zijn Ivanildo Kamperveen en Falco Lens.

## Locatie
Het restaurant is gevestigd in een kasteel in de Utrechtse Heuvelrug, het gebouw dateert uit 1810. Na een verwoestende brand begin 20e eeuw is het kasteel zo dicht mogelijk naar de oude stijl herbouwd. De locatie wordt omgeven door een landgoed van 6 hectare, wat open is voor publiek.

## Geschiedenis

### Tijdperk Diepersloot en Poel
De keuken van het voormalige driesterrenrestaurant De Leest was een springplank voor talentvolle werknemers van kok Jacob Jan Boerma. De dagelijkse leiding van Voltaire lag sinds de opening in 2016 namelijk in handen van twee koks die al jaren samenwerkten met Boerma: Thomas Diepersloot en Robert Poel. In 2018 krijgt het restaurant onder hun leiding een Michelinster. De eetgelegenheid werd in 2024 onderscheiden met 15,5 van de 20 punten in de GaultMilau-gids.
Eind 2020 werd bekendgemaakt dat eigenaar Jacob Jan Boerma samen met chef-kok Thomas Diepersloot een nieuw restaurant zal openen in Antwerpen. Een jaar later, tijdens de lockdown vanwege de coronapandemie, zwaait ook collega Robert Poel af.

### Tijdperk Dalhuijsen
Begin 2022 is bekendgemaakt dat Arturo Dalhuisen de nieuwe chef-kok wordt van Restaurant Voltaire. Dalhuijsen werkte eerder samen met Jacob Jan Boerma bij het met drie Michelinesterren bekroonde De Leest. Daarna was hij chef-kok van The White Room, onder zijn leiding behaalde de eetgelegenheid in de hoofdstad in 2018 een Michelinster. In juli 2024 werd bekend dat Dalhuisen het restaurant heeft verlaten.

### Tijdperk Ivanildo Kamperveen en Falco Lens
Het management van het restaurant heeft sterrenchef Soenil Bahadoer in juli 2024 aangetrokken als adviseur. De rol van chef-kok werd overgenomen door de sous-chefs Ivanildo Kamperveen en Falco Lens die al werkzaam waren voor het restaurant. Kamperveen was eerder werkzaam bij De Lindehof, het in 2015 onderscheiden tweesterrenrestaurant van Bahadoer.